# Campionato Italiano Velocità 2020
Quella del 2020 è la novantanovesima edizione del campionato italiano velocità. 

## Stagione
L'inizio di stagione previsto presso il circuito di Misano nel fine settimana del 25 e 26 marzo è stato sospeso a causa del propagarsi del coronavirus. Dopo ulteriori proroghe, in data 3 giugno, è stato divulgato un nuovo calendario della stagione. Nella Superbike viene introdotta, a livello opzionale per i team, la centralina unica prodotta dalla MoTec.
Per quanto concerne la cilindrata maggiore ossia la Superbike il titolo va, per la prima volta, a Lorenzo Savadori su Aprilia. Savadori conquista sei delle otto gare in calendario chiudendo con ampio margine sulla concorrenza ed assicurando alla casa di Noale anche il titolo costruttori di categoria. Le restanti due gare vanno al campione uscente Michele Pirro che non va oltre l'ottavo posto in classifica.
Per quanto concerne la categoria Supersport, il titolo va al sammarinese Luca Bernardi che, alla guida di una Yamaha del team Gomma Racing, sopravanza di quasi venti punti Davide Stirpe, portacolori di MV Agusta, capace di vincere una gara in stagione. Yamaha conquista anche il titolo costruttori con cinque vittorie su otto gare.
Nella Supersport 300, giunta alla quarta edizione nel CIV, il titolo va a Manuel Bastianelli con una Kawasaki, già vincitore dell'edizione 2018. Bastianelli non vince alcuna gara in stagione ma, grazie alla costanza nei piazzamenti, sopravanza di quattro punti il più diretto degli inseguitoriː Nicola Settimo. La categoria Moto3 vede il successo di Kevin Zannoni che, in sella ad una Honda, sopravanza per dodici punti il più diretto degli inseguitoriː Alberto Surra con KTM. Per Zannoni si tratta del secondo titolo dopo quello vinto nel 2018 con TM.

## Calendario
Dove non indicata la nazionalità si intende pilota italiano. 
| Nº | Data                | Prova      | Vincitore Superbike | Vincitore Supersport | Vincitore Supersport 300 | Vincitore Moto3 |
| -- | ------------------- | ---------- | ------------------- | -------------------- | ------------------------ | --------------- |
| 1  | 3, 4 e 5 luglio     | Mugello    | Lorenzo Savadori    | Andrea Locatelli     | Mika Pérez               | Kevin Zannoni   |
| 1  | 3, 4 e 5 luglio     | Mugello    | Michele Pirro       | Andrea Locatelli     | Nicola Settimo           | Kevin Zannoni   |
| 2  | 24, 25 e 26 luglio  | Misano     | Michele Pirro       | Lucas Mahias         | Nicola Settimo           | Kevin Zannoni   |
| 2  | 24, 25 e 26 luglio  | Misano     | Lorenzo Savadori    | Lucas Mahias         | Thomas Brianti           | Kevin Zannoni   |
| 3  | 4, 5 e 6 settembre  | Imola      | Lorenzo Savadori    | Luca Ottaviani       | Mattia Martella          | Vicente Pérez   |
| 3  | 4, 5 e 6 settembre  | Imola      | Lorenzo Savadori    | Luca Bernardi        | Giacomo Mora             | Vicente Pérez   |
| 4  | 16, 17 e 18 ottobre | Vallelunga | Lorenzo Savadori    | Davide Stirpe        | Francesco Prioli         | Alberto Surra   |
| 4  | 16, 17 e 18 ottobre | Vallelunga | Lorenzo Savadori    | Luca Ottaviani       | Nikolas Marfurt          | Elia Bartolini  |

## Classifiche

### Superbike

#### Piloti Iscritti[43]
Dove non indicata la nazionalità si intende pilota italiano. Tutte le motociclette in competizione sono equipaggiate con pneumatici forniti dalla Pirelli.
| Nº  | Pilota               | Motoclub               | Squadra                         | Motocicletta              |
| --- | -------------------- | ---------------------- | ------------------------------- | ------------------------- |
| 9   | Andrea Mantovani     | Conselice              | Tutapista Corse                 | BMW S1000RR               |
| 10  | Agostino Santoro     | Moto S.P.S.            | Broncos Racing                  | Ducati Panigale V4 R      |
| 12  | Javier Forés         | RFME                   | Kawasaki Puccetti Racing        | Kawasaki ZX-10R           |
| 16  | Gabriele Ruiu        | Spoleto                | Berclaz Racing                  | BMW S1000RR               |
| 21  | Alessandro Andreozzi | ZPM Racing             | ZPM Racing                      | Ducati Panigale V4 R      |
| 23  | Anthony Groppi       | Bisso Galeto           | DMR Racing                      | BMW S1000RR               |
| 32  | Lorenzo Savadori     | Paolo Tordi            | Nuova M2 Racing                 | Aprilia RSV4 1100 Factory |
| 36  | Lorenzo Gabellini    | Spoleto                | Althea Racing                   | Honda CBR1000RR-R         |
| 41  | Federico D'Annunzio  | Virtus Racing          | ZPM Racing                      | Ducati Panigale V4 R      |
| 47  | Eddi La Marra        | Gentlemen's M.C. Roma  | Nuova M2 Racing                 | Aprilia RSV4 1100 Factory |
| 49  | Enzo Chiapello       | Drivers Cuneo          | Nuova M2 Racing                 | Aprilia RSV4 1100 Factory |
| 51  | Michele Pirro        | G.S. Fiamme Oro Milano | Barni Racing                    | Ducati Panigale V4 R      |
| 52  | Alessandro Delbianco | Conselice              | DMR Racing                      | BMW S1000RR               |
| 54  | Mattia Pasini        | Nuova M.C.R. Pasolini  |                                 | Yamaha YZF-R1             |
| 55  | Fabio Marchionni     | ZPM Racing             | ZPM Racing                      | Ducati Panigale V4 R      |
| 59  | Alex Schacht         | DMU                    | Schacht Racing Team by Barni    | Ducati Panigale V4 R      |
| 70  | Luca Vitali          | Paolo Tordi            | Cherry Box 24 Guandalini Racing | BMW S1000RR               |
| 74  | Kevin Calia          | Viadana                | Penta Motorsport                | Suzuki GSX-R1000          |
| 74  | Kevin Calia          | Viadana                | DMR Racing                      | BMW S1000RR               |
| 76  | Samuele Cavalieri    | Paolo Tordi            | Barni Racing                    | Ducati Panigale V4 R      |
| 81  | Alex Bernardi        | Misano Adriatico       | Cherry Box 24 Guandalini Racing | BMW S1000RR               |
| 87  | Lorenzo Zanetti      | Lumezzane              | Broncos Racing                  | Ducati Panigale V4 R      |
| 90  | Daniele Zinni        | I Briganti della Torre |                                 | BMW S1000RR               |
| 501 | Matteo Baiocco       | Gentlemen's M.C. Roma  | ZPM Racing                      | Ducati Panigale V4 R      |

| Legenda            |
| ------------------ |
| Pilota wildcard    |
| Pilota sostitutivo |

#### Classifica Piloti[45]
| Pos. | Pilota               | Moto         | 1 MUG | 1 MUG | 2 MIS | 2 MIS | 3 IMO | 3 IMO | 4 VAL | 4 VAL | P.ti |
| ---- | -------------------- | ------------ | ----- | ----- | ----- | ----- | ----- | ----- | ----- | ----- | ---- |
| 1    | Lorenzo Savadori     | Aprilia      | 1     | 2     | 2     | 1     | 1     | 1     | 1     | 1     | 190  |
| 2    | Samuele Cavalieri    | Ducati       | 2     | 3     | 4     | 4     | 3     | 2     | 5     | NP    | 109  |
| 3    | Lorenzo Gabellini    | Honda        | 4     | 5     | 6     | 2     | 8     | 8     | 4     | 3     | 99   |
| 4    | Luca Vitali          | BMW          | 5     | 4     | 3     | 6     | SQ    | 5     | 2     | 4     | 94   |
| 5    | Alessandro Delbianco | BMW          | Rit   | Rit   | 5     | 3     | Rit   | 7     | 3     | 2     | 72   |
| 6    | Kevin Calia          | Suzuki e BMW | 7     | 11    | 7     | 5     | 4     | 4     | Rit   | 5     | 71   |
| 7    | Lorenzo Zanetti      | Ducati       | 3     | 6     | Rit   | 10    | 2     | 3     |       |       | 68   |
| 8    | Michele Pirro        | Ducati       | Rit   | 1     | 1     | Rit   | Rit   | Rit   | Rit   | NP    | 50   |
| 9    | Alex Bernardi        | BMW          | 8     | 10    |       |       | 10    | 11    | 7     | 8     | 42   |
| 10   | Eddi La Marra        | Aprilia      | 6     | 7     | Rit   | 8     | 6     | Rit   | NP    | NP    | 37   |
| 11   | Alessandro Andreozzi | Ducati       | Rit   | 8     | NC    | 7     | 5     | 10    |       |       | 34   |
| 12   | Federico D'Annunzio  | Ducati       |       |       |       |       | 9     | 9     | 6     | 7     | 33   |
| 13   | Alex Schacht         | Ducati       | 9     | 12    | 9     | 9     | Rit   | Rit   | 8     | Rit   | 33   |
| 14   | Andrea Mantovani     | BMW          | Rit   | Rit   |       |       | 6     | 7     | Rit   | Rit   | 19   |
| 15   | Matteo Baiocco       | Ducati       | 10    | 9     |       |       |       |       |       |       | 13   |
| 16   | Agostino Santoro     | Ducati       |       |       |       |       |       |       | Rit   | 6     | 10   |
| 17   | Gabriele Ruiu        | BMW          | SQ    | NP    | 8     | Rit   |       |       |       |       | 8    |
| 18   | Anthony Groppi       | BMW          | Rit   | 13    |       |       |       |       |       |       | 3    |
| Pos. | Pilota               | Moto         | 1 MUG | 1 MUG | 2 MIS | 2 MIS | 3 IMO | 3 IMO | 4 VAL | 4 VAL | P.ti |

| Legenda | 1º posto        | 2º posto            | 3º posto           | A punti      | Senza punti        | Grassetto – Pole position Corsivo – Giro più veloce |
| Legenda | Gara non valida | Non qual./Non part. | Ritirato/Non class | Squalificato | '-' Dato non disp. | Grassetto – Pole position Corsivo – Giro più veloce |

#### Classifica Costruttori[46]
| Pos. | Costruttore | 1 MUG | 1 MUG | 2 MIS | 2 MIS | 3 IMO | 3 IMO | 4 VAL | 4 VAL | P.ti |
| ---- | ----------- | ----- | ----- | ----- | ----- | ----- | ----- | ----- | ----- | ---- |
| 1    | Aprilia     | 1     | 2     | 2     | 1     | 1     | 1     | 1     | 1     | 190  |
| 2    | Ducati      | 2     | 1     | 1     | 4     | 2     | 2     | 5     | 6     | 144  |
| 3    | BMW         | 5     | 4     | 3     | 3     | 4     | 4     | 2     | 2     | 122  |
| 4    | Honda       | 4     | 5     | 6     | 2     | 8     | 8     | 4     | 3     | 99   |
| 5    | Suzuki      | 7     | 11    |       |       |       |       |       |       | 14   |
| NC   | Kawasaki    |       |       | NV    | NV    |       |       |       |       | 0    |
| -    | Yamaha      |       |       |       |       | NP    | NP    |       |       | 0    |

### Supersport

#### Classifica Piloti[47]
Dove non indicata la nazionalità si intende pilota italiano. Tutte le motociclette in competizione sono equipaggiate con pneumatici forniti dalla Pirelli.
| Pos. | Pilota               | Moto      | 1 MUG | 1 MUG | 2 MIS | 2 MIS | 3 IMO | 3 IMO | 4 VAL | 4 VAL | P.ti |
| ---- | -------------------- | --------- | ----- | ----- | ----- | ----- | ----- | ----- | ----- | ----- | ---- |
| 1    | Luca Bernardi        | Yamaha    | 1     | 1     | 3     | 1     | Rit   | 1     | 3     | 2     | 152  |
| 2    | Davide Stirpe        | MV Agusta | 3     | 2     | 8     | 4     | 3     | 2     | 1     | 3     | 134  |
| 3    | Stefano Valtulini    | Yamaha    | 5     | 5     | 2     | 2     | 4     | 6     | 4     | 4     | 111  |
| 4    | Luca Ottaviani       | Kawasaki  | 11    | Rit   | 9     | Rit   | 1     | 5     | 2     | 1     | 93   |
| 5    | Marco Bussolotti     | Yamaha    | 6     | 4     | 1     | 3     | Rit   | 3     | 5     | Rit   | 91   |
| 6    | Roberto Mercandelli  | Honda     | 2     | Rit   | 6     | 7     | 2     | 4     | 6     | 8     | 88   |
| 7    | Massimo Roccoli      | Yamaha    | 4     | 3     | 4     | 5     | 7     | Rit   | Rit   | 7     | 71   |
| 8    | Filippo Fuligni      | Yamaha    | 7     | 6     | 5     | 6     | Rit   | 7     | 7     | 5     | 69   |
| 9    | Matteo Ciprietti     | Yamaha    | 9     | 7     | Rit   | 9     | 6     | 8     | 8     | Rit   | 49   |
| 10   | Eugenio Generali     | Yamaha    | Rit   | 11    | 12    | Rit   | 8     | 9     | 10    | Rit   | 30   |
| 11   | Alessandro Nocco     | Kawasaki  | 8     | 8     | 7     | NP    |       |       |       |       | 25   |
| 12   | Alessio Finello      | Yamaha    | 10    | 12    | 14    | 11    | Rit   | 11    |       |       | 22   |
| 13   | Livio Loi            | Kawasaki  |       |       |       |       | 5     | Rit   | 9     | Rit   | 18   |
| 14   | Matteo Bertè         | Yamaha    | 17    | 16    | 13    | Rit   | Rit   | 10    | Rit   | 9     | 16   |
| 15   | Stefano Casalotti    | Kawasaki  | 14    | Rit   | 15    | 10    | 9     | Rit   |       |       | 16   |
| 16   | Emanuele Tonassi     | Yamaha    | 16    | 17    | 16    | 14    | 10    | 13    | Rit   | 11    | 16   |
| 17   | Jack Michael Mahaffy | Yamaha    |       |       | Rit   | NP    | 12    | 12    | 12    | 13    | 15   |
| 18   | Marco Muzio          | Yamaha    | Rit   | 10    | Rit   | 8     | NP    | NP    | SQ    | Rit   | 14   |
| 19   | Gabriel Zappa        | Yamaha    |       |       |       |       |       |       | 11    | 8     | 13   |
| 20   | Federico Fuligni     | MV Agusta | Rit   | 9     | 10    | Rit   |       |       |       |       | 13   |
| 21   | Andrea Cavaliere     | Yamaha    | 13    | 14    | Rit   | 13    | 11    | Rit   |       |       | 13   |
| 22   | Edoardo Sintoni      | Kawasaki  |       |       |       |       |       |       | Rit   | 6     | 10   |
| 23   | Kevin Manfredi       | MV Agusta | Rit   | 13    | 11    | Rit   |       |       |       |       | 8    |
| 24   | Alessandro Arcangeli | Yamaha    | 12    | Rit   | Rit   | 12    |       |       |       |       | 8    |
| 25   | Kevin Arduini        | Kawasaki  |       |       |       |       |       |       | 13    | 12    | 7    |
| 26   | Bjorn Estement       | Yamaha    | 15    | 15    |       |       |       |       |       |       | 2    |
| Pos. | Pilota               | Moto      | 1 MUG | 1 MUG | 2 MIS | 2 MIS | 3 IMO | 3 IMO | 4 VAL | 4 VAL | P.ti |

| Legenda | 1º posto        | 2º posto            | 3º posto           | A punti      | Senza punti        | Grassetto – Pole position Corsivo – Giro più veloce |
| Legenda | Gara non valida | Non qual./Non part. | Ritirato/Non class | Squalificato | '-' Dato non disp. | Grassetto – Pole position Corsivo – Giro più veloce |

#### Classifica Costruttori[48]
| Pos. | Costruttore | 1 MUG | 1 MUG | 2 MIS | 2 MIS | 3 IMO | 3 IMO | 4 VAL | 4 VAL | P.ti |
| ---- | ----------- | ----- | ----- | ----- | ----- | ----- | ----- | ----- | ----- | ---- |
| 1    | Yamaha      | 1     | 1     | 1     | 1     | 6     | 1     | 3     | 2     | 171  |
| 2    | Kawasaki    | 5     | 5     | 2     | 2     | 1     | 5     | 2     | 1     | 143  |
| 3    | MV Agusta   | 3     | 2     | 8     | 4     | 3     | 2     | 1     | 3     | 134  |
| 4    | Honda       | 2     | Rit   | 6     | 7     | 2     | 4     | 6     | 10    | 88   |

### Supersport 300

#### Classifica Piloti[49]
Dove non indicata la nazionalità si intende pilota italiano. Tutte le motociclette in competizione sono equipaggiate con pneumatici forniti dalla Pirelli.
| Pos. | Pilota               | Moto     | 1 MUG | 1 MUG | 2 MIS | 2 MIS | 3 IMO | 3 IMO | 4 VAL | 4 VAL | P.ti |
| ---- | -------------------- | -------- | ----- | ----- | ----- | ----- | ----- | ----- | ----- | ----- | ---- |
| 1    | Manuel Bastianelli   | Kawasaki | 2     | 2     | 2     | 13    | 7     | 5     | 3     | 3     | 115  |
| 2    | Nicola Settimo       | Kawasaki | 3     | 1     | 1     | 4     | 14    | 3     | 5     | 12    | 111  |
| 3    | Mattia Martella      | Kawasaki | Rit   | 9     | 8     | 3     | 1     | 2     | 8     | SQ    | 84   |
| 4    | Giacomo Mora         | Yamaha   | 5     | Rit   | 10    | Rit   | 2     | 1     | 2     | Rit   | 82   |
| 5    | Samuele Marino       | Kawasaki | 6     | 5     | 3     | Rit   | Rit   | 6     | 6     | 2     | 77   |
| 6    | Francesco Prioli     | Kawasaki | 12    | 11    | 6     | 6     | Rit   | 7     | 1     | 5     | 74   |
| 7    | Emanuele Vocino      | Kawasaki | Rit   | 6     | 5     | 2     | Rit   | 4     | 4     | Rit   | 67   |
| 8    | Nikolas Marfurt      | KTM      |       |       | 10    | 5     | 4     | Rit   | Rit   | 1     | 54   |
| 9    | Leonardo Carnevali   | Kawasaki | 9     | 4     | 4     | Rit   | 9     | 17    | Rit   | 8     | 48   |
| 10   | Marco Carusi         | Yamaha   | 7     | 8     | Rit   | Rit   | 10    | 11    | Rit   | 7     | 37   |
| 11   | Giuseppe De Gruttola | KTM      | Rit   | 10    | Rit   | Rit   | 3     | 12    | 7     | Rit   | 35   |
| 12   | Kim Aloisi           | Yamaha   | 4     | 7     | 7     | 15    |       |       |       |       | 32   |
| 13   | Nicola Gianico       | Yamaha   | 14    | 14    | 9     | Rit   | 8     | 9     | Rit   | 10    | 32   |
| 14   | Lee Doti             | Kawasaki | 16    | 15    | 14    | 9     | 6     | Rit   | 14    | 9     | 29   |
| 15   | Manuel Rocca         | Yamaha   | 8     | 19    | Rit   | 8     | Rit   | 10    | 9     | Rit   | 29   |
| 16   | Mattia Capogreco     | Yamaha   | 15    | 13    | 19    | 11    | Rit   | 14    | 11    | 6     | 25   |
| 17   | Thomas Brianti       | Kawasaki |       |       | NP    | 1     |       |       |       |       | 25   |
| 18   | Mika Pérez           | Kawasaki | 1     | Rit   |       |       |       |       |       |       | 25   |
| 19   | Nicola Bernabè       | Kawasaki | SQ    | Rit   | SQ    | SQ    | 5     | 8     | 10    | Rit   | 25   |
| 20   | Davide Conte         | Kawasaki | Rit   | 25    | 12    | 22    | 11    | 18    | SQ    | 4     | 22   |
| 21   | Matteo Vannucci      | Yamaha   | Rit   | 3     | 15    | Rit   |       |       |       |       | 17   |
| 22   | Kevin Arduini        | Yamaha   | 11    | 12    | Rit   | 10    | Rit   | 15    |       |       | 16   |
| 23   | Niccolò Padovan      | Yamaha   | 10    | 21    |       |       |       |       | 12    | Rit   | 10   |
| 24   | Alex Scorpaniti      | Yamaha   | Rit   | NP    | 17    | 7     | 17    | 16    |       |       | 9    |
| 25   | Ioannis Peristeras   | Yamaha   |       |       | Rit   | 18    | 12    | 19    | 15    | 12    | 9    |
| 26   | Roy Doti             | Kawasaki | 19    | 18    | 19    | 23    | 13    | 13    | 13    | Rit   | 9    |
| 27   | Diego Palladino      | Yamaha   | 18    | 16    | 17    | 14    | Rit   | Rit   | 17    | 11    | 7    |
| 28   | Devis Bergamini      | Yamaha   | 21    | 23    | 21    | 12    | 19    | 22    |       |       | 4    |
| 29   | Lorenzo Imperiano    | Yamaha   |       |       | 13    | Rit   |       |       |       |       | 3    |
| 30   | Michel Agazzi        | Yamaha   | 13    | 17    | Rit   | 16    |       |       | Rit   | Rit   | 2    |
| 31   | Edoardo Savioli      | Yamaha   |       |       |       |       |       |       | 19    | 14    | 2    |
| 32   | Giacomo Zannini      | Kawasaki |       |       |       |       |       |       | 16    | 15    | 1    |
| 33   | Geogios Gerakianikis | Yamaha   |       |       |       |       | 15    | 23    | 22    | 18    | 1    |
| Pos. | Pilota               | Moto     | 1 MUG | 1 MUG | 2 MIS | 2 MIS | 3 IMO | 3 IMO | 4 VAL | 4 VAL | P.ti |

| Legenda | 1º posto        | 2º posto            | 3º posto           | A punti      | Senza punti        | Grassetto – Pole position Corsivo – Giro più veloce |
| Legenda | Gara non valida | Non qual./Non part. | Ritirato/Non class | Squalificato | '-' Dato non disp. | Grassetto – Pole position Corsivo – Giro più veloce |

#### Classifica Costruttori[50]
| Pos. | Costruttore | 1 MUG | 1 MUG | 2 MIS | 2 MIS | 3 IMO | 3 IMO | 4 VAL | 4 VAL | P.ti |
| ---- | ----------- | ----- | ----- | ----- | ----- | ----- | ----- | ----- | ----- | ---- |
| 1    | Kawasaki    | 1     | 1     | 1     | 1     | 1     | 2     | 1     | 2     | 190  |
| 2    | Yamaha      | 5     | 3     | 7     | 7     | 2     | 1     | 2     | 6     | 120  |
| 3    | KTM         | 21    | 10    | 11    | 5     | 3     | 12    | 7     | 1     | 76   |

### Moto3

#### Classifica Piloti[51]
Dove non indicata la nazionalità si intende pilota italiano. Tutte le motociclette in competizione sono equipaggiate con pneumatici forniti dalla Dunlop.
| Pos. | Pilota               | Moto       | 1 MUG | 1 MUG | 2 MIS | 2 MIS | 3 IMO | 3 IMO | 4 VAL | 4 VAL | P.ti |
| ---- | -------------------- | ---------- | ----- | ----- | ----- | ----- | ----- | ----- | ----- | ----- | ---- |
| 1    | Kevin Zannoni        | Honda      | 1     | 1     | 1     | 1     | 4     | 4     | 7     | 6     | 145  |
| 3    | Alberto Surra        | KTM        | 5     | 3     | 2     | 4     | 2     | 2     | 1     | 8     | 133  |
| 3    | Vicente Pérez        | TM         | 2     | 2     | Rit   | 2     | 1     | 1     | 2     | Rit   | 130  |
| 4    | Elia Bartolini       | KTM        | 3     | 4     | 3     | 3     | Rit   | 6     | Rit   | 1     | 96   |
| 5    | Andrea Giombini      | Honda      | 13    | 11    | 8     | 9     | 3     | 3     | 9     | 7     | 71   |
| 6    | Alessandro Morosi    | TM         | 9     | Rit   | 7     | 6     | 5     | 7     | 6     | 5     | 67   |
| 7    | Matteo Patacca       | KTM        | Rit   | 8     | 9     | Rit   | 8     | 10    | 3     | 3     | 61   |
| 8    | Nicola Fabio Carraro | TM         | 4     | 5     | 4     | 5     | Rit   | 5     |       |       | 59   |
| 9    | Matteo Boncinelli    | KTM        | 6     | Rit   | 6     | Rit   | Rit   | 8     | 5     | 4     | 52   |
| 10   | Alex Reche           | BeOn       | 11    | 10    | 5     | Rit   | 7     | 11    |       |       | 36   |
| 11   | Filippo Bianchi      | Honda      | 17    | 14    | 10    | 8     | 10    | 12    | 8     | Rit   | 34   |
| 10   | Adrián Fernández     | BeOn       |       |       |       |       |       |       | 4     | 2     | 33   |
| 13   | Luca Lunetta         | -- e KTM   | 7     | 6     | 12    | 7     |       |       |       |       | 32   |
| 14   | Matteo Bertelle      | KTM        | 8     | 7     | 11    | Rit   |       |       |       |       | 22   |
| 15   | Andrea Natali        | Honda      | 19    | 18    | 19    | 15    | Rit   | 9     | 11    | 9     | 20   |
| 16   | Davide Cangelosi     | Yamaha     | Rit   | 12    | 15    | 13    | 9     | 14    |       |       | 17   |
| 17   | Jerry Van De Bunt    | KTM        | 14    | 17    | 18    | 11    | Rit   | 15    | 13    | 10    | 17   |
| 18   | Lorenzo Bertalesi    | Honda e TM | 15    | NP    | Rit   | 14    | Rit   | 13    | 10    | 11    | 17   |
| 19   | Omar Bonoli          | Honda      | Rit   | Rit   | 13    | Rit   | 6     | NP    |       |       | 13   |
| 20   | Maxwell Toth         | CS         | Rit   | 16    | 14    | 10    | 11    | Rit   |       |       | 13   |
| 21   | Pasquale Alfano      | KTM        | 12    | 9     | NP    | NP    |       |       |       |       | 11   |
| 22   | Matteo Ripamonti     | Honda      | 10    | 15    |       |       | Rit   | 16    | NP    | 14    | 9    |
| 23   | Matteo Morri         | --         | Rit   | 19    | 20    | 16    | Rit   | 19    | 12    | 12    | 8    |
| 24   | Daniel Da Lio        | Honda      |       |       | 21    | 18    | 12    | 17    | 14    | 15    | 7    |
| 25   | Francesco Mongiardo  | --         | 20    | 20    | 16    | 12    | Rit   | Rit   |       |       | 4    |
| 26   | Devis Venturato      | TM         | 21    | 21    | 22    | 19    | 13    | 18    | 15    | 16    | 4    |
| 27   | Gianpaolo De Vittori | --         |       |       |       |       |       |       | Rit   | 13    | 3    |
| 28   | Jacopo Hosciuc       | --         | 18    | 13    |       |       |       |       |       |       | 3    |
| Pos. | Pilota               | Moto       | 1 MUG | 1 MUG | 2 MIS | 2 MIS | 3 IMO | 3 IMO | 4 VAL | 4 VAL | P.ti |

| Legenda | 1º posto        | 2º posto            | 3º posto           | A punti      | Senza punti        | Grassetto – Pole position Corsivo – Giro più veloce |
| Legenda | Gara non valida | Non qual./Non part. | Ritirato/Non class | Squalificato | '-' Dato non disp. | Grassetto – Pole position Corsivo – Giro più veloce |

#### Classifica Costruttori[52]
| Pos. | Costruttore | 1 MUG | 1 MUG | 2 MIS | 2 MIS | 3 IMO | 3 IMO | 4 VAL | 4 VAL | P.ti |
| ---- | ----------- | ----- | ----- | ----- | ----- | ----- | ----- | ----- | ----- | ---- |
| 1    | KTM         | 3     | 3     | 2     | 3     | 2     | 2     | 1     | 1     | 158  |
| 2    | TM          | 2     | 2     | 4     | 2     | 1     | 1     | 2     | 5     | 154  |
| 3    | Honda       | 1     | 1     | 1     | 1     | 3     | 3     | 7     | 6     | 151  |
| 4    | BeOn        | 11    | 10    | 5     | Rit   | 7     | 11    | 4     | 2     | 69   |
| 5    | Yamaha      | Rit   | 12    | 15    | 13    | 9     | 14    |       |       | 17   |
| 6    | --          | 18    | 13    | 16    | 12    | Rit   | 19    | 12    | 12    | 15   |
| 7    | CS          | Rit   | 16    | 14    | 10    | 11    | Rit   |       |       | 13   |

## Sistema di punteggio
| Pos.  | 1  | 2  | 3  | 4  | 5  | 6  | 7 | 8 | 9 | 10 | 11 | 12 | 13 | 14 | 15 | 16> |
| Punti | 25 | 20 | 16 | 13 | 11 | 10 | 9 | 8 | 7 | 6  | 5  | 4  | 3  | 2  | 1  | 0   |